# Dagenham
Dagenham es un barrio del municipio londinense de Barking y Dagenham. Se encuentra a unos 18,5 km (11,5 mi) al este de Charing Cross, Londres, Reino Unido. Según el censo de 2011 contaba con una población de 11267 habitantes. Cuenta con la principal factoría de Ford en Reino Unido (Ford Dagenham) y su ribera del Támesis forma parte del área de desarrollo denominada Thames Gateway.